# 當勞·特朗普舉拳照
當勞·特朗普舉拳照是一张由美国攝影記者埃文·武奇在2024年7月13日於宾夕法尼亚州巴特勒的總統競選集會中所拍攝的美国前总统暨應届總統候選人當勞·特朗普舉起拳頭的照片。這輯照片是在針對特朗普的未遂行刺事件後拍攝，武奇在聽到槍聲後迅速衝向講台，捕捉到特朗普被美国特勤局人員護送下台的場面。
這輯照片在社群媒體上廣泛流傳，被認為展示特朗普在2024年美國總統選舉中的堅韌形象。多名評論員讚譽武奇的作品，稱其構圖、色彩運用和銳利角度堪稱新聞攝影的最佳作品之一。

## 背景
「在這種情況下，豐富的經驗絕對能讓你做好準備。擁有這些經驗可以稍微讓你保持冷靜。這不是我第一次遇到這種情況。所以我能夠保持清醒，我能夠思考。我能夠構圖。我想我們所有人都在那個地方並停留在那一刻，停留在事件中。我一直對自己說，『慢下來，慢下來。構圖，構圖。』好吧，接下來會發生什麼？這邊正發生什麽？那邊正發生什麽？我只想捕捉下每一個角度。」——武奇，談論他拍攝這一輯照片前的準備。
2024年7月13日，在賓夕法凡亞州巴特勒舉行的競選集會上，2024年美國總統選舉的共和黨推定總統候選人特朗普在行刺未遂事件中被槍擊。埃文·武奇是美联社駐华盛顿特区首席攝影師，他是駐紮在講台附近緩衝區的四名攝影師之一。他已報導特朗普多年，拍攝過數百場政治集會，又曾報道伊拉克战争和阿富汗戰爭，並拍下了乔治·布什被扔鞋事件的照片。
他是曾擔任報道乔治·弗洛伊德抗议活动的美聯社團隊之一員，並於2021年獲得普立茲突發新聞攝影獎。在他看到特勤局特工衝向特朗普後，武奇跑向講台前方下面開始拍照。後來他在談到事件時說道：「我知道這是美國歷史上的重要時刻，必須記錄下來」。

## 作品
武奇的照片展示特朗普在遇刺後被特勤局特工護送離開的情景，特工正匆忙包圍保護特朗普並囑他彎下身以保安全。臉上沾有血跡的特朗普站直起身，高舉右拳向民衆致意，身邊其中一名特工凝視著鏡頭，表情略顯緊張徬徨。背景是一面在藍天下飄揚的美国国旗。在武奇的部份照片版本中，特朗普張口喊著「戰鬥！」。在其他照片版本中，特朗普的嘴唇抿著。在部份未裁剪的照片版本中，特朗普左手拿著一頂「让美国再次伟大」的紅色鴨舌帽。
悉尼科技大学設計學院視覺傳達資深講師莎拉·奧斯卡（Sara Oscar）在《The Conversation》上的分析文章中說：「要理解這張照片為何如此震撼，可以解析幾個元素；……特工們形成了三角形構圖，將特朗普置於頂點；……其中一名特工將我們引入畫面，他回頭看我們，看到攝影師，因此也似乎看到我們；……在藍天下，畫面中的其他元素都是红色、白色和海軍藍。特朗普臉上流下的血與美國國旗的紅色條紋相呼應，與講台上的共和黨紅色一致。」奧斯卡指出武奇懂得「在拍攝時保持攝影構圖的重要性，確保從多個角度拍攝，包括捕捉具有良好構圖和光線的場景。」

## 評價
武奇的照片在互聯網上廣泛流傳，並附有他奔跑向講台拍照的影片。共和黨人和特朗普的盟友在事件發生後立即傳播該照片；有些人利用該照片來宣揚陰謀論和激化政治緊張局勢。該照片也在美國、英国和澳大利亚的報紙頭版上刊登。
《华盛顿邮报》的首席藝術和建築評論員菲利普·肯尼科特在該報撰文指出，一張特朗普抿嘴版本照片「構圖強烈，帶有攻擊性的角度，反映出當時的混亂和戲劇性，以及強大的色彩平衡，全是紅色、白色和藍色，包括上方的藍天和下方的紅白裝飾橫幅。特朗普似乎從這些基本顏色的解構中浮現出來。」肯尼科特寫道：「這是一張可能永遠改變美國的照片」，並將其與肯尼迪遇刺案時的澤普魯德影片和1988年麥可·杜卡基斯在坦克中的照片相提並論。「武奇的照片將創造出比現實更真實的現實，將賓夕凡尼亞講台上的短暫危險時刻轉化為特朗普勇氣、決心和英雄主義的象徵」，肯尼科特續道。他形容這張照片「充滿了民族主義和權威的象徵——國旗、血液、穿著深色西裝的聯邦特工焦急之面孔」，並預測這將鼓勵更多的政治暴力。
《旁觀者》編輯弗雷澤·納爾遜也表達相似的看法，稱「（任何評論家）都會立刻認識到這是一張千載難逢的照片——一張將成為美國政治和歷史中最具影響力的照片之一」，並稱讚武奇的作品是「最具力量的新聞攝影……這張照片將被視為有史以來最重要的政治照之一」。
《纽约时报》評論員賈森·法拉戈（Jason Farago）將這些照片與欧仁·德拉克罗瓦的《自由引导人民》和约翰·科普利的《皮爾森少校之死》進行比較。他寫道，這些照片傳達與影片不同的訊息：「（這拳頭）更具戰鬥性，顯示出無畏和不屈不撓」。法拉戈注意到該照片迅速成為網路迷因，他說「這種權威的形象也引發了模仿；這正是它力量的來源」。
《紐約客》評論員班傑明·華萊士-威爾斯（Benjamin Wallace-Wells）在評論一張未裁剪的特朗普抿嘴版本照片時寫道：「這已經成為我們這個政治危機和衝突時代中無法磨滅的形象。」他指出，「武奇的照片中有些元素在其他無數特朗普的照片中也很熟悉」，並總結道：「這是一張如此完美地捕捉到特朗普希望被人們看到的樣子，事實上，它可能會比其他照片流傳更久。」
《大西洋》評論員泰勒·奧斯汀·哈珀（Tyler Austin Harper）描述一張特朗普張口版本照片，稱其「立即成為傳奇」，並且「無論你對照片中的人有何感受，無可否認，這是美國攝影史上最偉大的構圖之一。」哈珀預測這張照片將被用於競選商品和廣告，並且這張照片將幫助特朗普贏得選舉。哈珀寫道：「我認為毫不誇張地說，這張照片近乎完美，是在極端壓力下捕捉到的，並濃縮了這個人所有的矛盾本質。」
《今日印度》評論員尤達吉特·香卡爾·達斯（Yudhajit Shankar Das）預計武奇的作品將成為「美國歷史的標誌性照片」，並指出他之前在戰火紛飛的伊拉克拍攝的經歷可能讓他不再懼怕子彈。達斯想到武奇的作品可能成為2024年選舉中的「汽油彈女孩」照片。
《每日电讯报》評論員羅蘭·奧利芬特（Roland Oliphant）認為「（特朗普）即使刻意模仿，也無法顯得更像美國英雄」，並稱其為「世界級新聞攝影的產物——或許也是特朗普天生政治直覺的產物。」
《德国之声》評論員卡拉·布萊克（Carla Bleiker）將其中一張特朗普抿嘴版本照片形容為「歷史書中的經典圖像」。她將這張照片與《硫磺島升旗》相比較，指出「特朗普高舉的拳頭和他面部的血跡，表達在困境中不屈的宣言」，呈現出一種「『我還在這裡』的姿態」。布萊克指出，武奇照片中的美國國旗與硫磺島圖像中的國旗相對照，強調國旗對美國人，特別是保守派美國人的文化意義。
《華盛頓郵報》評論員傑里米·巴爾（Jeremy Barr）表示，其中一張特朗普抿嘴版本的照片「必將成為美國攝影的經典之作」。《澳洲人報》評論員喬迪·格雷（Geordie Gray）提到，這張張嘴版本照片「注定成為我們這個時代的標誌性圖像」，並稱其「構圖完美」。在《印度斯坦时报》評論員阿西瑪·格羅弗（Ashima Grover）稱這張張嘴版本照片為「為後人留下的傳奇美國照片」。歷史學家蒂莫西·阿什在社群媒體上表示，這張照片將「改變世界歷史的進程」。一張特朗普張嘴版本照片成為2024年8月5日《時代雜誌》的封面。
特朗普張嘴巴版本照片將會被印在限量版運動鞋上，這些運動鞋由一家特朗普擁有的公司出售，該公司專門出售特朗普主題的產品。2024年8月5日，特朗普在網絡直播主Adin Ross的Kick直播中露臉，並獲贈一些禮物，包括一輛車身印有特朗普舉拳照的Tesla Cybertruck。